# Ligne Rikuu Est
La ligne Rikuu Est (陸羽東線, Rikuu-tō-sen) est une ligne ferroviaire exploitée par la East Japan Railway Company (JR East), dans les préfectures de Miyagi et Yamagata au Japon. Elle relie la gare de Kogota à Misato à la gare de Shinjō à Shinjō.

## Histoire
La ligne a été ouverte par étapes entre 1913 et 1917.

## Caractéristiques

### Ligne
- Longueur : 94,1 km
- Ecartement : 1 067 mm
- Nombre de voies : voie unique

### Tracé
|  |

### Services
La ligne est parcourue par des trains omnibus. La ligne est également parcourue par le train touristique Ressort Minori.

### Liste des gares

La ligne à Naruko-Onsen.

| Gare                | Nom japonais | Distance depuis Kogota (km) | Correspondances                                | Localisation | Localisation           |
| ------------------- | ------------ | --------------------------- | ---------------------------------------------- | ------------ | ---------------------- |
| Kogota              | 小牛田       | 0                           | JR East : Tōhoku, Ishinomaki                   | Misato       | Préfecture de Miyagi   |
| Kitaura             | 北浦         | 4,5                         |                                                | Misato       | Préfecture de Miyagi   |
| Rikuzen-Yachi       | 陸前谷地     | 6,6                         |                                                | Misato       | Préfecture de Miyagi   |
| Furukawa            | 古川         | 9,6                         | JR East : Tōhoku Shinkansen                    | Ōsaki        | Préfecture de Miyagi   |
| Tsukanome           | 塚目         | 12,1                        |                                                | Ōsaki        | Préfecture de Miyagi   |
| Nishi-Furukawa      | 西古川       | 15,9                        |                                                | Ōsaki        | Préfecture de Miyagi   |
| Higashi-Ōsaki       | 東大崎       | 19,1                        |                                                | Ōsaki        | Préfecture de Miyagi   |
| Nishi-Ōsaki         | 西大崎       | 21,9                        |                                                | Ōsaki        | Préfecture de Miyagi   |
| Iwadeyama           | 岩出山       | 24,8                        |                                                | Ōsaki        | Préfecture de Miyagi   |
| Yūbikan             | 有備館       | 25,8                        |                                                | Ōsaki        | Préfecture de Miyagi   |
| Kaminome            | 上野目       | 28,6                        |                                                | Ōsaki        | Préfecture de Miyagi   |
| Ikezuki             | 池月         | 32,4                        |                                                | Ōsaki        | Préfecture de Miyagi   |
| Kawatabi-Onsen (ja) | 川渡温泉     | 38,8                        |                                                | Ōsaki        | Préfecture de Miyagi   |
| Naruko-Gotenyu      | 鳴子御殿湯   | 42,7                        |                                                | Ōsaki        | Préfecture de Miyagi   |
| Naruko-Onsen        | 鳴子温泉     | 44,9                        |                                                | Ōsaki        | Préfecture de Miyagi   |
| Nakayamadaira-Onsen | 中山平温泉   | 50,0                        |                                                | Ōsaki        | Préfecture de Miyagi   |
| Sakaida             | 境田         | 55,3                        |                                                | Mogami       | Préfecture de Yamagata |
| Akakura-Onsen       | 赤倉温泉     | 61,1                        |                                                | Mogami       | Préfecture de Yamagata |
| Tachikōji           | 立小路       | 62,8                        |                                                | Mogami       | Préfecture de Yamagata |
| Mogami              | 最上         | 65,6                        |                                                | Mogami       | Préfecture de Yamagata |
| Ōhori               | 大堀         | 69,5                        |                                                | Mogami       | Préfecture de Yamagata |
| Usugi               | 鵜杉         | 71,5                        |                                                | Mogami       | Préfecture de Yamagata |
| Semi-Onsen          | 瀬見温泉     | 75,0                        |                                                | Mogami       | Préfecture de Yamagata |
| Higashi-Nagasawa    | 東長沢       | 81,0                        |                                                | Funagata     | Préfecture de Yamagata |
| Nagasawa            | 長沢         | 82,8                        |                                                | Funagata     | Préfecture de Yamagata |
| Minami-Shinjō       | 南新庄       | 89,2                        |                                                | Shinjō       | Préfecture de Yamagata |
| Shinjō              | 新庄         | 94,1                        | JR East : Yamagata Shinkansen, Rikuu Ouest, Ōu | Shinjō       | Préfecture de Yamagata |